# Zaniolepididae
Заниолепидовые (лат. Zaniolepididae) — семейство морских лучепёрых рыб из отряда скорпенообразных. В рамках отряда входит в подотряд керчаковидных или рогатковидных (Cottoidei). Распространены в западной части северной Пацифики от Британской Колумбии до Калифорнии.

## Описание
Глубокая выемка между первым и вторым спинными плавниками. Анальный плавник с 3—4 жёсткими лучами. Хвостовой плавник закруглённый или усечённый. Боковая линия одна. Чешуя ктеноидная.

## Классификация
Два подсемейства, два рода с тремя видами:
- Подсемейство Oxylebinae
  - Род Oxylebius Gill, 1862 — Пёстрые терпуги
    - Oxylebius pictus Gill, 1862 — Полосатый терпуг, или пёстрый терпуг
- Подсемейство Zaniolepidinae
  - Род Zaniolepis Girard, 1858 — Колючие терпуги
    - Zaniolepis frenata Eigenmann, Eigenmann, 1889 — Короткопёрый колючий терпуг
    - Zaniolepis latipinnis Girard, 1858 — Колючий терпуг

Ранее оба подсемейства входили в семейство терпуговых (Hexagrammidae).